# Distrito de Chuy
El distrito de Chuy (en kirguís: Чүй району) es uno de los rayones (distrito) de la provincia de Chuy en Kirguistán. Tiene como centro administrativo la ciudad de Tokmak, que no forma parte del territorio distrital y está directamente subordinada a la provincia.
En 2009 tenía 47 017 habitantes, de los cuales el 83,2% eran étnicamente kirguises, el 6,9% rusos, el 4,7% dunganos y el 1,8% azeríes.
El distrito es conocido por albergar la torre de Burana y las ruinas de la antigua ciudad de Balasagun.

## Subdivisiones
Comprende las siguientes 10 comunidades rurales (aiyl okmotu):
- Ak-Beshim
- Burana
- Ibraimov
- Iskra
- Kegueti
- Kosh-Korgon
- Onbir-Jylga
- Sailyk
- Chuy
- Shamshy